# Hiệp hội bóng đá Đan Mạch
Hiệp hội bóng đá Đan Mạch (DBU) (tiếng Đan Mạch: Dansk Boldspil-Union) là tổ chức quản lý và điều hành các hoạt động bóng đá ở Đan Mạch. Hiệp hội quản lý đội tuyển bóng đá quốc gia nam và nữ, tổ chức các giải bóng đá như vô địch quốc gia và cúp quốc gia. Hiệp hội bóng đá Đan Mạch gia nhập FIFA năm 1932 và UEFA năm 1954.